# Pipestone National Monument
Pipestone National Monument est un sédiment d'argile situé dans le Minnesota, dont l'extraction servait jadis à la fabrication de pipes cérémonielles par les Sioux amérindiens.

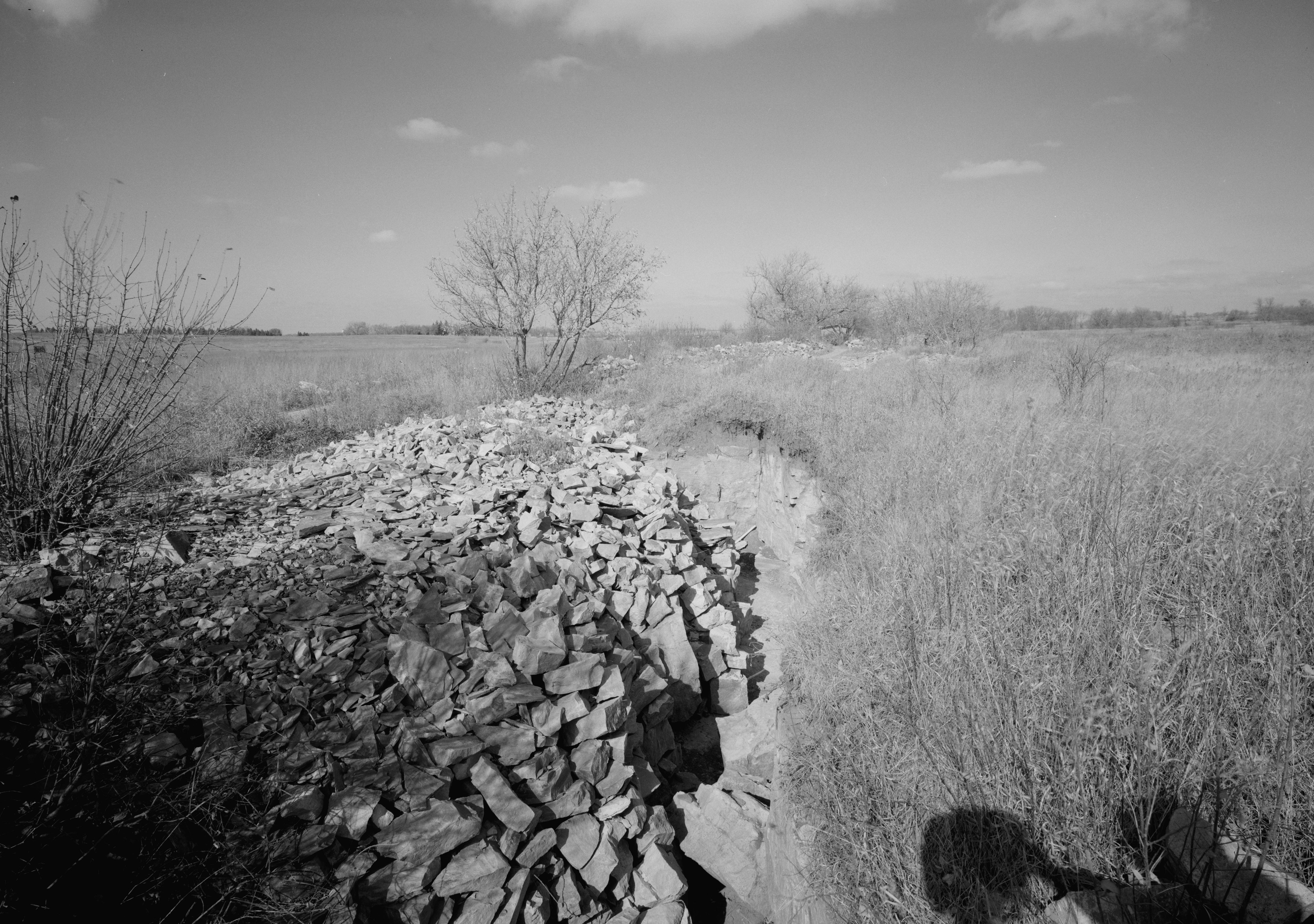
carrière historique
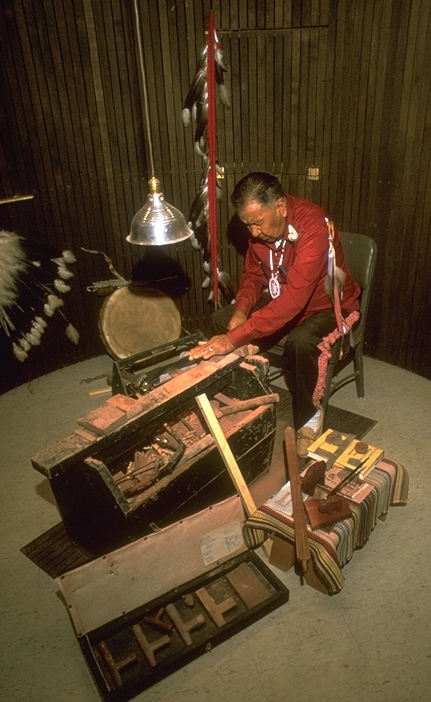
le renouveau de l'artisanat
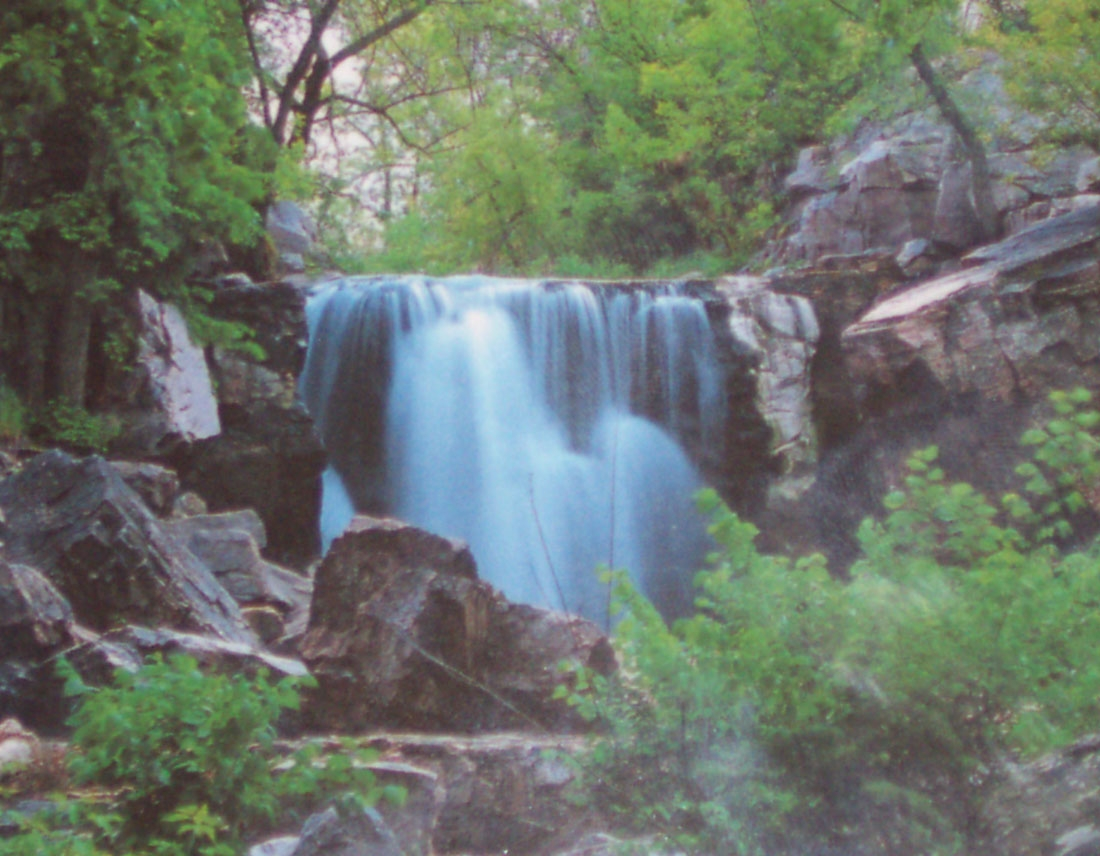
Winnewissa falls